# Roaming
Roaming – mechanizm w bezprzewodowych sieciach telekomunikacyjnych (np. komórkowych lub Wi-Fi), umożliwiający korzystanie z usług obcych sieci, bądź punktów dostępowych, w momencie gdy abonent znajduje się poza zasięgiem sieci operatora lub dostawcy internetu, z którym podpisał umowę o świadczenie usług telekomunikacyjnych.

## Rodzaje roamingu
- Roaming międzynarodowy (International roaming) – mechanizm używany w sytuacji, gdy Abonent znajduje się w innym kraju, niż ten w którym istnieje sieć komórkowa jego operatora.
- Roaming regionalny lub krajowy (National roaming) – w niektórych sytuacjach stosowany jest mechanizm roamingu pomiędzy sieciami operatorów posiadających sieci w tym samym kraju. Tego typu roaming jest zazwyczaj zabraniany przez lokalnych regulatorów rynku telekomunikacyjnego (którzy chcą w ten sposób wymusić szybszy rozwój sieci komórkowych w danym kraju i zapobiec zmowie kartelowej operatorów). Dopuszcza się do niego, tylko w niektórych przypadkach (zazwyczaj na okres przejściowy) gdy nowemu operatorowi byłoby trudno wejść bez tego rodzaju pomocy na zdominowany przez dotychczasowych graczy rynek. Np. w Wielkiej Brytanii taka możliwość była częścią licencji dla telefonii trzeciej generacji (UMTS). Operator Three, firmy Hutchinson, będący właścicielem sieci 3G (która z racji koniecznych do poniesienia kosztów nie pokrywa całego kraju), miał prawo do podpisania umowy roamingowej z operatorem O2 (sieć GSM) na mocy której abonenci tego pierwszego operatora, mogą automatycznie korzystać z sieci drugiego, wszędzie tam gdzie ich macierzysta sieć nie ma pokrycia. Podobne relacje wiążą w Polsce operatora sieci Play z Polkomtelem, operatorem sieci Plus oraz Centertelem, operatorem sieci Orange.

## Umowy roamingowe
Aby mechanizm roamingu mógł być wykorzystany pomiędzy dwoma operatorami, musi być podpisana umowa roamingowa (Roaming agreement). Ujęte są w niej aspekty techniczne i finansowe. Zwykle zawieranych jest wiele osobnych umów dla różnych technologii. Na przykład:
- Umowa roamingowa związana ze świadczeniem usług GSM
- Umowa roamingowa związana ze świadczeniem usług GPRS
- Umowa roamingowa związana z technologią CAMEL (dzięki niej, z roamingu mogą korzystać użytkownicy telefonów w systemie sprzedaży przedpłaconej).

## Szczegóły techniczne

### Scenariusze włączania się do sieci innego operatora
Do roamingu może dojść w dwóch przypadkach.
1. Abonent wyłącza telefon w swojej macierzystej sieci i po pewnym czasie włącza go w sieci innego operatora (procedura IMSI attach).
2. Abonent podróżuje z włączonym telefonem (procedura location update, tylko w momencie gdy Abonent nie rozmawia przez telefon) pomiędzy siecią macierzystą a siecią innego operatora.

Automatyczne zalogowanie się do sieci drugiego operatora jest możliwe podczas rozmowy w procedurze handover. Rozwiązanie takie jest obecnie wdrażane w roamingu krajowym pomiędzy P4 (operatorem sieci Play) a Polkomtelem (operatorem sieci Plus).
W roamingu międzynarodowym gdzie umowa pomiędzy operatorami nie ma miejsca jak również obowiązują odmienne stawki rozwiązania tego nie stosuje się, ponieważ pojawiłby się problemy z rozliczeniem płatności. Przykładowo w przypadku rozmowy rozpoczętej u jednego operatora, a zakończonej u drugiego mógłby pojawić się abonent który rozpoczął połączenie we własnej sieci i nie zdając sobie z tego sprawy kontynuował ją w innej sieci, gdzie obowiązuje podwyższona taryfa.

### Wymiana informacji o abonentach pomiędzy operatorami
| HLR – baza danych w których operator przechowuje informacje o swoich abonentach                                                      |
| MSC – cyfrowa centrala telefoniczna przystosowana do obsługi ruchu telekomunikacyjnego w sieci komórkowej                            |
| VLR – baza danych, związana z jednym MSC, przechowująca informacje o abonentach znajdujących się na kontrolowanym przez nie obszarze |

Kiedy abonent znajdzie się poza zasięgiem swojej macierzystej sieci, jego telefon komórkowy będzie mógł zalogować się do sieci innego operatora (o ile istnieje odpowiednia umowa roamingowa, a możliwość roamingu jest częścią subskrypcji zaoferowanej mu przez jego operatora).
MSC2, na obszarze którego znajdzie się abonent, wyśle zapytanie do HLR należącego do macierzystego operatora abonenta, o informacje z nim związane (numer MSISDN, IMSI, wykupione usługi w macierzystej sieci, itp.) HLR wyśle odpowiedź (która przez MSC2 zostanie zapisana w VLR2), a jednocześnie uaktualni swoje informacje na temat położenia abonenta, tzn. adres MSC, na którego terenie abonent aktualnie się znajduje (czyli w tym wypadku MSC2). Dane o abonencie są usuwane z VLR1 związanego z MSC1, które obsługiwało abonenta do tej pory.
Gdy ktoś będzie chciał zadzwonić do tego abonenta, najpierw poprzez sieć sygnalizacyjną SS7 zostanie wysłane zapytanie do HLR w sieci macierzystego operatora o MSC, na którego obszarze on przebywa (w tym przypadku będzie to MSC2), rozmowa zostanie tam przekierowana.